# عمل انتقامي (فلم 1964)
عمل انتقامي (بالإنجليزية: Act of Reprisal) فيلم دراما رومانسي أمريكي إنتاج سنة 1964، من إخراج اريكوس اندريو، وبطولة جيرمي بريت.

## روابط خارجية
- مقالات تستعمل روابط فنية بلا صلة مع ويكي بيانات